# Zamek w Kornburgu
Zamek w Kornburgu – zamek znajdujący się w Norymberdze w dzielnicy Kornburg.

## Źródła
- Johann Kaspar Bundschuh: Kornburg. In: Geographisches Statistisch-Topographisches Lexikon von Franken. Band 3: I–Ne. Verlag der Stettinischen Buchhandlung, Ulm 1801, DNB 790364301, OCLC 833753092, Sp. 199–201